# Konrad Cramer (Maler)
Konrad Cramer (* 9. November 1888 in Würzburg; † 28. Januar 1963 in Woodstock, New York) war ein deutsch-amerikanischer Maler und eine wichtige Persönlichkeit, die die europäische Moderne und die amerikanische Avantgarde vermittelte.

## Leben
Konrad Cramer studierte von 1906 bis 1908 an der Akademie der Bildenden Künste Karlsruhe bei Ludwig Schmidt-Reutte und Ernst Schurth. Nach einem Jahr Militärdienst richtete er ein Atelier in Karlsruhe ein und reiste regelmäßig nach München, wo er mit der Künstlergruppe Der Blaue Reiter in Kontakt kam. 1911 heiratete er die amerikanische Künstlerin Florence Ballin. Das Paar bereiste Deutschland, bevor es sich 1912 in Woodstock (New York), einem Zentrum einer amerikanischen Künstlerkolonie, niederließ. In Woodstock begann Cramer mit abstrakten und expressionistischen Arbeiten, darunter eine Serie von Improvisationen (1912/13), die 1913 im MacDowell Club in New York ausgestellt wurden. 1914 veröffentlichte er einen Essay über die Galerie 291 in der Zeitschrift Camera Work von Alfred Stieglitz, der ihn auch fotografierte. 1917 wurde Cramer US-amerikanischer Staatsbürger. Ab 1918 entwarf er Stoffmuster mit Schablonen und Batiktechniken für Kaufhäuser, um seinen Lebensunterhalt zu verdienen. In seiner Malerei wandte er sich zunehmend gegenständlicheren Themen wie Landschaften, Stillleben und Figuren zu und verband dabei moderne und regionale Stile miteinander.
1919 eröffnete Florence Ballin Cramer auf Anregung des Bildhauers Elie Nadelman die Florence Gallery in der 57th Street in New York. Die Galerie war nur eine Saison geöffnet, zeigte jedoch als erste Werke von Yasuo Kuniyoshi, Alexander Brook, Ernest Fiene und Stefan Hirsch. 1920 erhielt Cramer ein Rockefeller-Stipendium, um sich in Deutschland und Frankreich mit Ausbildungsmethoden für Handwerker zu beschäftigen. Nach seiner Rückkehr unterrichtete er an der Woodstock School of Painting and Allied Arts. Gemeinsam mit seiner Frau widmete er sich druckgrafischen Techniken, veröffentlichte Druckgrafiken in lokalen Kunstzeitschriften und engagierte sich im kulturellen Leben Woodstocks, unter anderem bei Festivals und in Künstlervereinigungen. Er stellte 1924 im Whitney Studio Club aus und malte 1929 ein Wandbild für die Children’s University School (heute Dalton School) in New York. In den 1930er Jahren stellte er mehrfach aus, unter anderem bei der Carnegie International (1929, 1933), und zeigte gemeinsam mit Adolph Gottlieb Werke (1930). 1935 war er Teilnehmer der Ausstellung Abstract Painting in America im Whitney Museum. Im selben Jahr trat er dem Federal Art Project bei und leitete kurzzeitig das Regionalprogramm in Woodstock. Zu dieser Zeit begann er, sich intensiv mit Fotografie zu beschäftigen. Er dokumentierte Werke von Künstlerkollegen, fertigte Porträts an und experimentierte mit Techniken wie Solarisation, Collage und Prismaeffekten.
1936 zeigte er erstmals Fotografien im Albany Institute. 1937 gründete er die Woodstock School of Miniature Photography, die sich auf das neue 35-mm-Format spezialisierte. In den 1940er Jahren unterrichtete er Fotografie am Bard College. Bis zu seinem Tod blieb Cramer künstlerisch aktiv. Er experimentierte mit abstrakten und automatischen Zeichentechniken und schuf Gouachen, Wachszeichnungen sowie Schablonendrucke. 1946 wurden drei seiner frühen Werke in der Whitney-Ausstellung Pioneers of Modern Art in America gezeigt. Im selben Jahr stellte er abstrakte Fotografien in der Woodstock Artists Association aus. In den späten 1940er Jahren entwickelte er eine automatische Zeichnungsmaschine, die er Sympalmagraph nannte. In den 1950er Jahren arbeitete er gemeinsam mit Manuel Komroff und Nathan Resnik an einer Wanderausstellung sowie dem Buch The Third Eye mit. Konrad Cramer starb 1963 in Woodstock.
Im Jahr 1968 widmete die Woodstock Artists Association ihm und seiner Frau Florence Ballin Cramer eine Gedenkausstellung.

## Werk
Konrad Cramers künstlerisches Werk ist geprägt von stilistischer Vielseitigkeit und dem Bemühen, europäische moderne Strömungen mit der amerikanischen Bildtradition zu verbinden. In seinen frühen Arbeiten lassen sich Einflüsse des Impressionismus und des Jugendstils erkennen. Nach seiner Ankunft in den Vereinigten Staaten wandte er sich zunehmend abstrakten Ausdrucksformen zu, insbesondere dem Kubismus, Futurismus und Konstruktivismus. In den 1910er- und 1920er-Jahren gehörte Cramer zu den ersten Künstlern, die avantgardistische Stilmittel der europäischen Moderne konsequent in die amerikanische Kunst einführten. Daneben beschäftigte er sich auch mit Fotografie und Druckgrafik.
Cramers Werke zeichnen sich durch eine klare, konstruktive Komposition aus, oft mit einer harmonischen Balance zwischen Abstraktion und Gegenständlichkeit. Er malte Landschaften, Architekturmotive und Stillleben, gelegentlich auch figürliche Darstellungen. In seinen späteren Jahren kehrte er wieder verstärkt zu gegenständlicher Malerei zurück, ohne dabei die formale Klarheit und Reduktion seiner früheren Arbeiten aufzugeben. Seine Arbeiten wurden unter anderem im Whitney Museum of American Art, im Museum of Modern Art in New York sowie in zahlreichen Galerien und Ausstellungen in den Vereinigten Staaten gezeigt.